# Komisja Kultury Fizycznej, Sportu i Turystyki

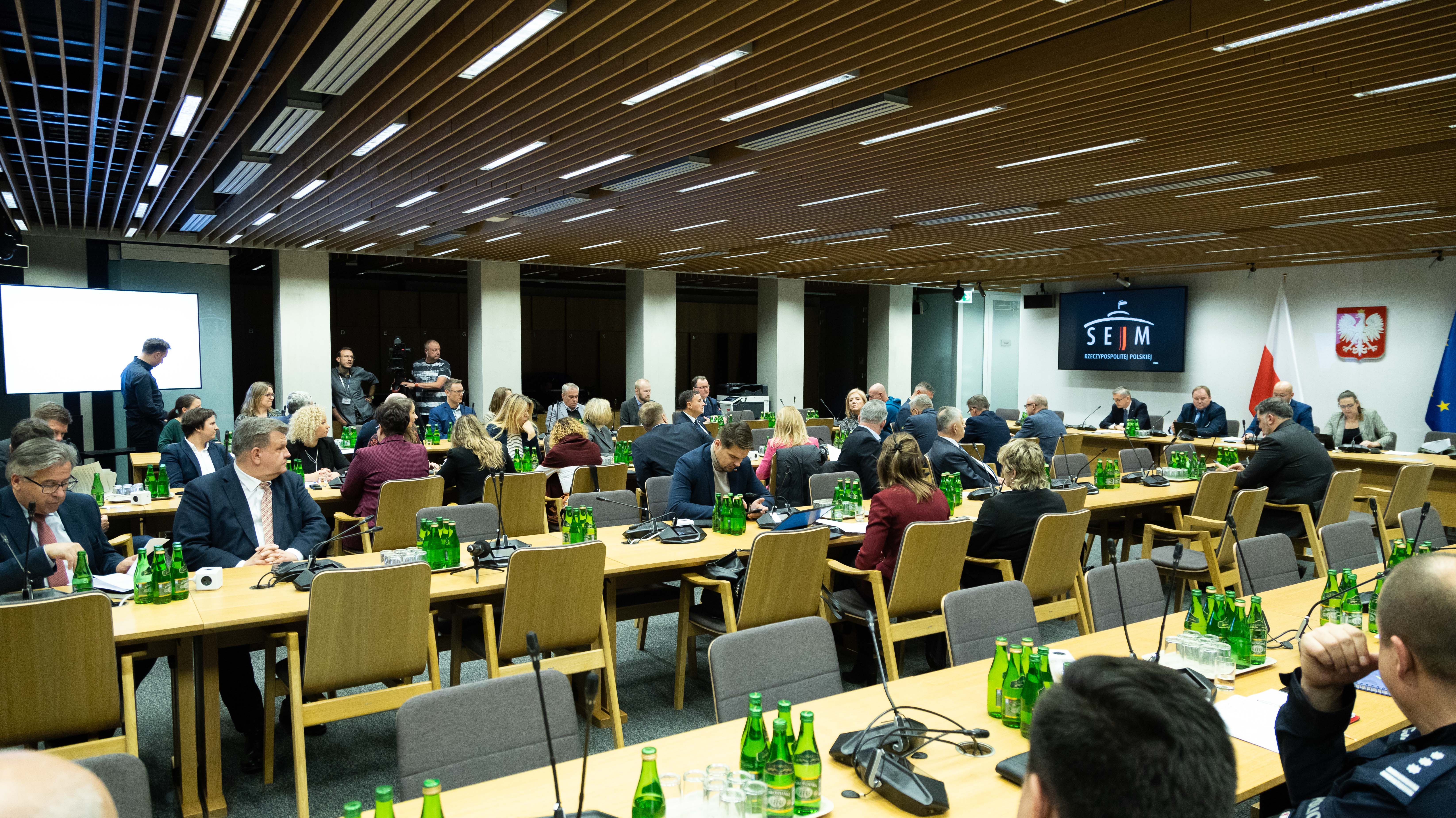
Posiedzenie Komisji Kultury Fizycznej, Sportu i Turystyki (2022)

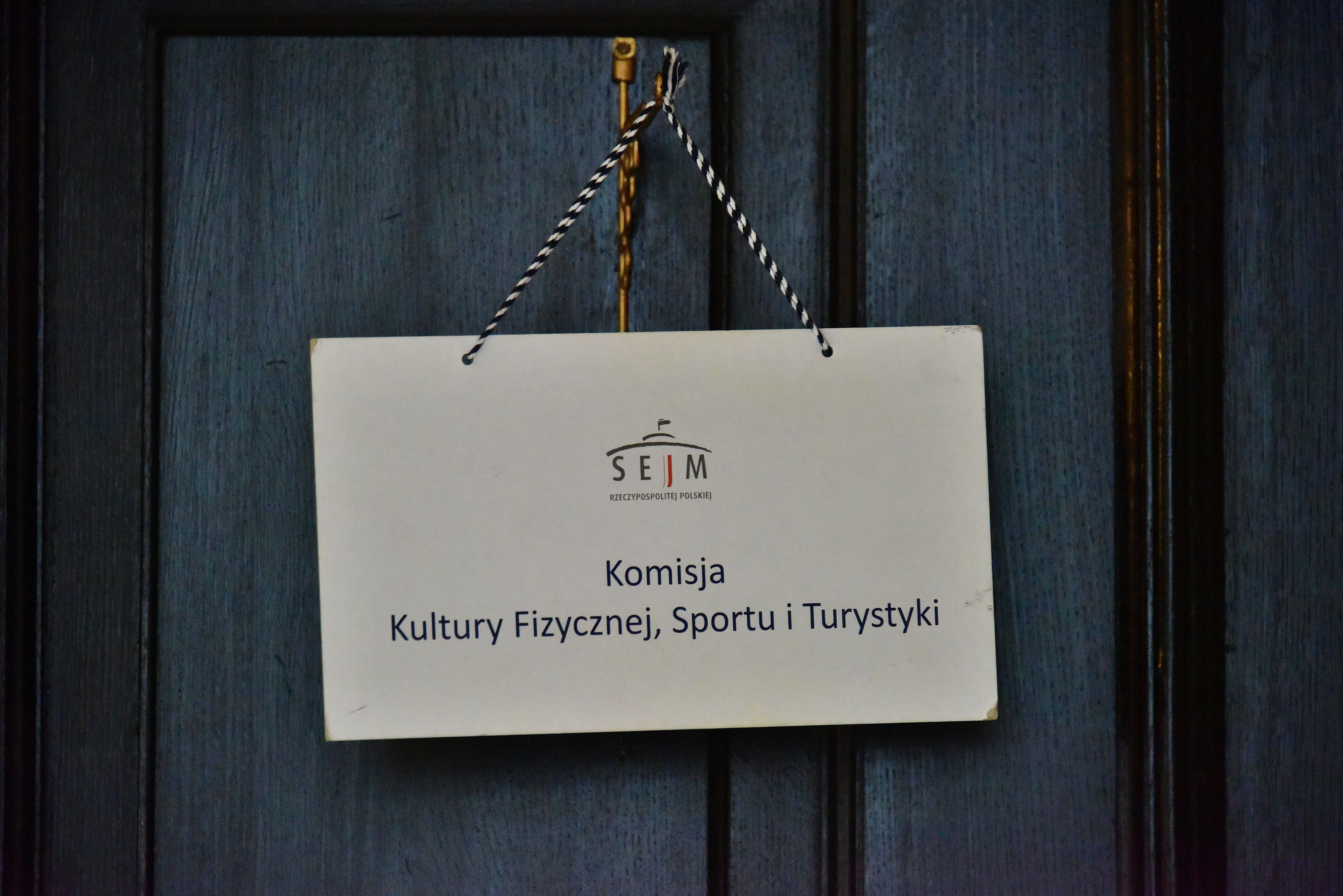
Informacja o trwającym posiedzeniu Komisji Kultury Fizycznej, Sportu i Turystyki

Komisja Kultury Fizycznej, Sportu i Turystyki (skrót: KFS) – stała komisja sejmowa zajmująca się sprawami:
- kultury fizycznej
- sportu
- turystyki

## Komisja wSejmie X kadencji

### Prezydium
- Tadeusz Tomaszewski (Lewica) – przewodniczący,
- Krzysztof Grabczuk (KO) – zastępca przewodniczącego,
- Anna Krupka (PiS) – zastępca przewodniczącego,
- Marek Matuszewski (PiS) – zastępca przewodniczącego
- Małgorzata Niemczyk (KO) – zastępca przewodniczącego,
- Jakub Rutnicki (KO) – zastępca przewodniczącego,
- Stanisław Tomczyszyn (PSL-TD) – zastępca przewodniczącego.

### Podkomisje
- Podkomisja stała do spraw turystyki (KFS01S)[1]
  - przewodniczący – Piotr Górnikiewicz (PL2050-TD)
- Podkomisja stała do spraw sportu dzieci i młodzieży oraz sportu osób z niepełnosprawnościami (KFS02S)[2]
  - przewodniczący – Apoloniusz Tajner (KO)
- Podkomisja stała do spraw sportów nieolimpijskich i infrastruktury sportowej (KFS03S)[3]
  - przewodnicząca – Żaneta Cwalina-Śliwowska (PL2050-TD)

## Prezydium Komisji wSejmie IX kadencji[4]
- Jakub Rutnicki (KO) – zastępca przewodniczącego
- Mieczysław Baszko (PiS) – zastępca przewodniczącego
- Marek Matuszewski (PiS) – zastępca przewodniczącego
- Dariusz Olszewski (PiS) – zastępca przewodniczącego
- Tadeusz Tomaszewski (Lewica) – zastępca przewodniczącego